# Операція «Олімпійські ігри»
Операція «Олімпійські ігри» (англ. Operation Olympic Games) — таємна й досі офіційно не підтверджена операція кібервійни, спрямована проти іранських ядерних об'єктів із боку США і, ймовірно, Ізраїлю. Є одним із перших прикладів використання наступальної кіберзброї. Почата за президентства Джорджа Буша в 2006 році, її проведення було прискорено при президентові Бараку Обамі, який послухав поради Буша продовжувати кібератаки на іранську ядерну установку в Натанзі. Буш вважав, що ця операція була єдиним способом запобігти ізраїльському удару по іранських ядерних об'єктах, подібно операції «Опера».

## Історія
Під час другого терміну Д. Буша, заступник голови Об'єднаного комітету начальників штабів генерал Джеймс Картрайт, поряд з іншими керівниками військової розвідки, представив Бушу комп'ютерну програму зі складним кодом, яка могла виступити в якості наступальної кіберзброї. «Метою було отримати доступ до промислових контролерів заводу в Натанзі ... комп'ютерний код повинен був бути введеним у спеціалізовані комп'ютери, які керували центрифугами». Операція проводилася спільно з радіоелектронною розвідкою Ізраїлю, підрозділом 8200. Участь Ізраїлю було важливо для американців, оскільки Ізраїль провів глибоку розвідку операцій в Натанзі, яка мала важливе значення для успіху кібератаки». Крім того, американська влада хотіла «відмовити ізраїльтян від завдавання власних ударів по іранських ядерних об'єктах». Комп'ютерний вірус, створений двома країнами, згодом став відомий ІТ-спільноті як Stuxnet. Завдяки використанню цього вірусу, вдалося на деякий час зупинити близько 1000 5000 центрифуг на заводі зі збагачення урану в Натанзі.
Через програмні помилки, вірус, окрім комп'ютерної мережі заводу в Натанзі, поширився і в Інтернеті. Залишається неясним, допустили цю помилку американці чи ізраїльтяни. Компанії, що працюють у сфері комп'ютерної безпеки, зокрема, Symantec і Лабораторія Касперського, розглядають даний вірус як Stuxnet.

## Значення операції
За повідомленням Atlantic Monthly, операція «Олімпійські ігри» є, «ймовірно, найбільшою значною прихованою маніпуляцією в електронній сфері з часів Другої світової війни, коли криптоаналітики зламали шифр Енігми». The New Yorker стверджує, що операція «Олімпійські ігри» — «перший офіційний акт кібердиверсії Сполучених Штатів проти іншої країни, якщо не вважати звичайних засобів радіоелектронної боротьби на зразок тих, які застосовувалися під час вторгнення в Ірак в 2003 році.» Тому, «американські та ізраїльські офіційні дії можуть виступати в якості виправдання для інших».
Washington Post, в свою чергу, повідомила, що комп'ютерний хробак Flame також був складовою частиною операції «Олімпійські ігри»..